# Domek Ogrodnika w Pszczynie
Domek Ogrodnika – wolnostojący obiekt na skraju Parku Zamkowego w Pszczynie w woj. śląskim, przy ul. Katowickiej 1.

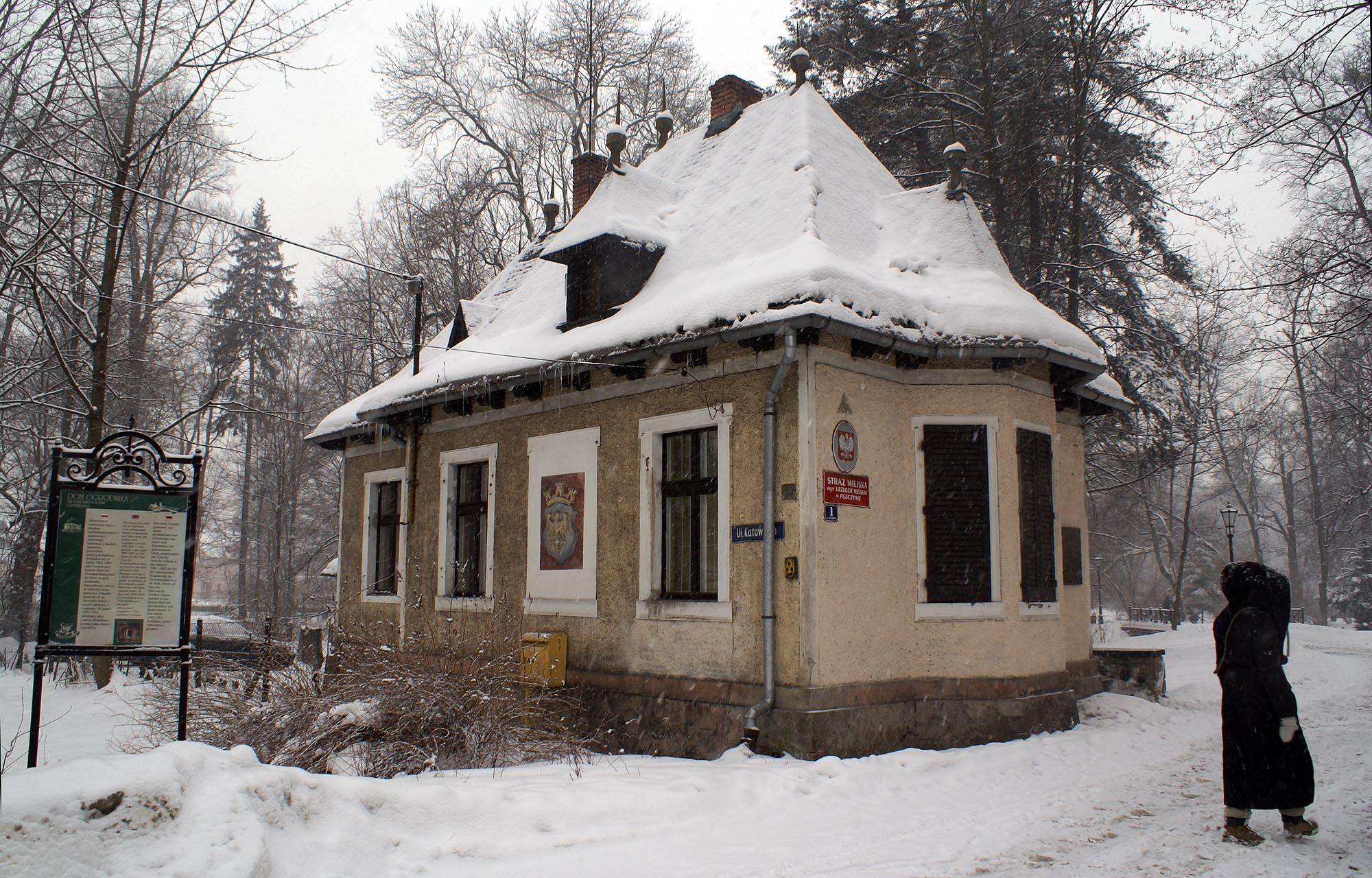
Domek Ogrodnika

Budynek powstał w latach 1881-83 przy jednej z bram prowadzących na teren parku, otaczającego pszczyński zamek. Zaprojektowany został w stylu neobarokowym, nawiązującym do baroku francuskiego. Murowany na niesymetrycznym rzucie, parterowy, nakryty stromym, wielopołaciowym dachem o wydatnych okapach, kryjącym użytkowe poddasze. Otwory okienne ozdobione opaskami. Pomimo urokliwej bryły i położenia przy ruchliwej ulicy jest jednym z najmniej znanych elementów założenia parkowego.
Początkowo mieściła się tu siedziba straży parkowej, a także trzykabinowa łaźnia miejska z wannami. W latach ok. 1902-1914 budynek był wprost nazywany „Łaźnią”. Później w budynku zamieszkał książęcy ogrodnik, zajmujący się roślinnością parkową, stąd dzisiejsza nazwa „Dom Ogrodnika”. Po II wojnie światowej mieścił się tu Zakład Zieleni Miejskiej, a w latach 70. XX w. w wolierze mieszkały pawie, które latem można było spotkać na terenie parku. Po przeniesieniu się ZZM do pomieszczeń po drugiej stronie parku, w latach 1991-2011 budynek był siedzibą Straży Miejskiej w Pszczynie, a następnie mieściła się w nim również centrala miejskiego monitoringu.
Po przeniesieniu obu instytucji do nowych pomieszczeń, w roku 2013 Rada Miejska wydzierżawiła budynek na 20 lat (za symboliczną opłatą 100,- zł rocznie) stowarzyszeniu „Pro Memoria. Stowarzyszenie Bitwy pod Pszczyną 1939” z Ćwiklic na siedzibę Muzeum Militarnych Dziejów Pszczyny. Ostatecznie 9 listopada 2014 r. w zabudowaniach, po wielomiesięcznym remoncie i przygotowaniu ekspozycji, zostało otwarte Muzeum Militarnych Dziejów Śląska (szeroki zakres zgromadzonych zbiorów spowodował zmianę nazwy z ...Dziejów Pszczyny na ...Dziejów Śląska).